# Santo Domingo (Florencia)
Santo Domingo es un corregimiento de Florencia (Caquetá). Cuenta en su jurisdicción con 27 veredas y se encuentra localizado en el oeste de su término municipal.

## Geografía

### Límites
Limita al norte con el departamento de Huila, al este con el corregimiento de El Caraño, al sur y sureste con el corregimiento de San Martín, y al oeste con los municipios de Morelia y Belén de los Andaquíes.

### Clima
En la zona norte del corregimiento predomina el clima frío y de páramo por hallarse ubicado en las estribaciones de la Cordillera Oriental, en donde nace el río Bodoquero, principal curso de agua que marca el límite occidental del corregimiento y del municipio. En la zona sur se encuentra el área de transición y piedemonte, con climas templado y tropical lluvioso. 

## Sitios de interés
En su territorio se encuentra la vereda Santo Domingo y allí, la plaza de toros de Santo Domingo así como las instalaciones de la Compañía de Ferias y Mataderos del Caquetá —Cofema—, el mayor centro de sacrificio de ganado en el departamento de Caquetá.